# 中国性教育
中国性教育的历史可以追溯至古代，通过礼教、家训、民间传说等隐晦方式进行，且常借助房中术、春宫画等形式在已婚人群中传授，通常聚焦于绵延子嗣、强身益寿等，根本在于维系父权统治和宗法制度。
宋代以后，程朱理学的禁欲思想深刻影响了社会的性观念；与此同时，民间娼妓和色情文学盛行使社会对性的态度复杂化。
清末民初，随着西方思想的传入中国，保守的性观念开始受到挑战。人们开始推行性科普，部分新式学堂和教會學校开设了全体学、生理学、卫生学等课程。中国近代教育家陆费逵首倡在学校开展性教育。1921年，中華民國衛生部颁布《学校卫生实施方案》，性教育正式被纳入公共教育体系，课程标准历经数次修订，逐步呈现出科学性、开放性和系统性。
中华人民共和国成立后，社会高度政治化，性教育发展被中断，直到文化大革命结束后才逐步恢复。2002年《中华人民共和国人口与计划生育法》实施，开展性教育首次被纳入法律。2020年《中华人民共和国未成年保护法》进一步明确了学校开展性教育的责任。当代中国的性教育以普及性健康知识、生殖健康教育为主。旨尽管已有显著进步，性教育的实施与推广在当今中国仍面临传统文化、社会观念和体制因素的多重挑战。

## 古代性教育

### 官方性教育
中国历史上，对性教育的正史记载始于汉朝，79年（东汉建初四年），朝廷组织了一次全国性的经学研讨会，由皇帝亲自主持，后来班固整理编辑会议的内容而纂成《白虎通德论》，简称《白虎通》，这是中国历史上官方首次颁发性教育文件，对后世产生了深远影响。汉朝，15岁的贵族子弟进入学校辟雍，20岁才能毕业，学校辟雍里除了教授礼仪、音乐、舞蹈、诵诗、写作、射箭、骑马、驾车等课程，还必须教授性教育。《白虎通》中记载说：“父所以不自教子何？为渫渎也。又授之道当极说明阴阳夫妻变化之事，不可父子相教也。”

### 用作性启蒙教具的民间文物
嫁妆画

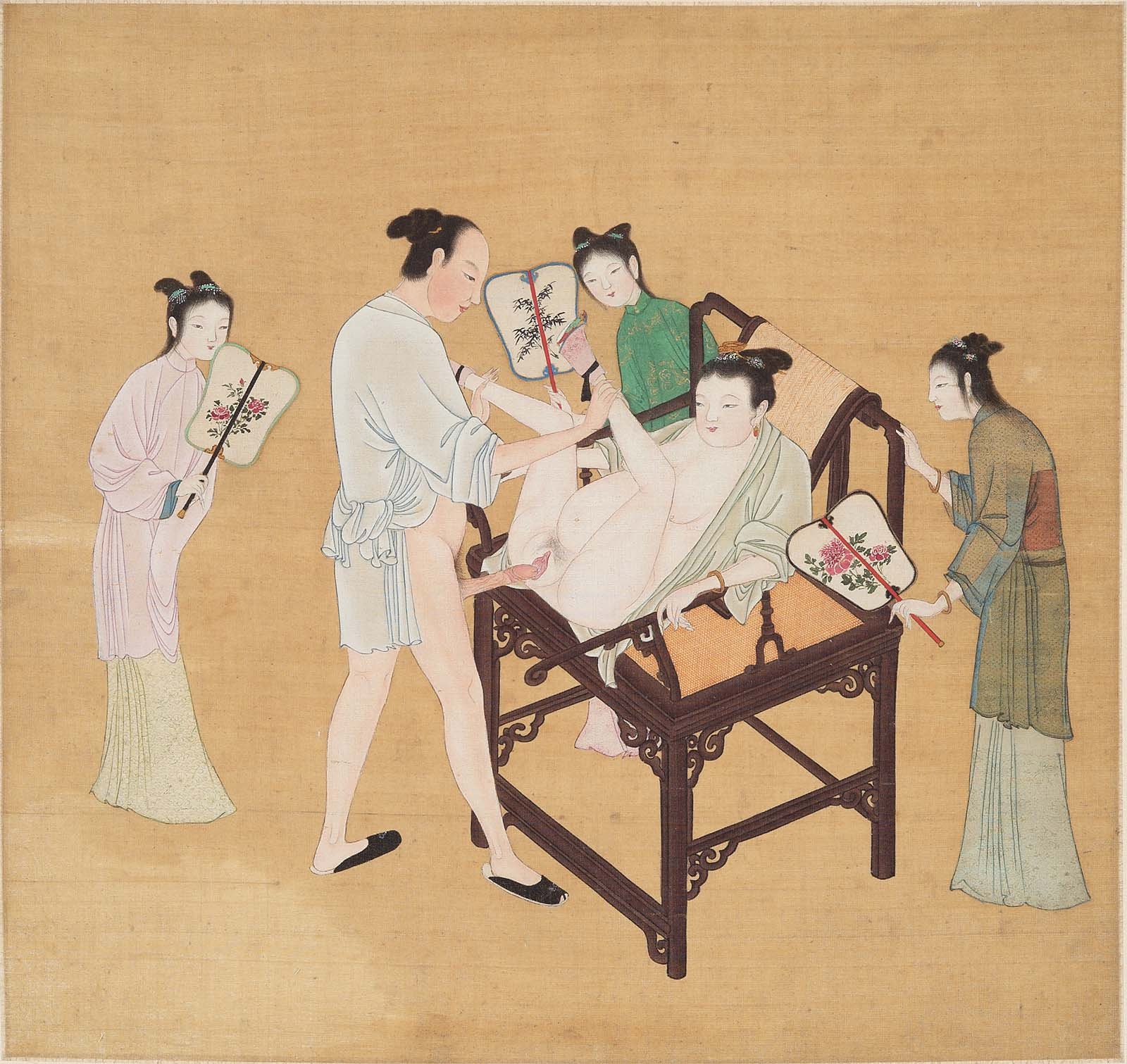
明代春宫图

汉朝，流行一种嫁妆画，一般是8到12张不同性交姿势的春宫画。嫁妆画由木版印制，具有浓厚的乡土和民间色彩。由于中国传统上认为房事虽不洁，但因性交代表处于顶点给人生命的阳气，却是大吉大利的。所以在中国古代，春宫画可以驱走代表黑暗的阴气。因此除了性启蒙和性教育之外，在中国古代，春宫画还被认为有邪避邪消灾的功效。古人将春宫画挂在房梁上用于避火驱邪，明朝更时兴将春宫图贴在大门上防鬼。晚清编印《双梅景丛书》、《观古堂汇刻书》的叶德辉也爱用春宫画来防止藏书受灾。虽朝廷于康熙五十三年(公元1714年) 为纠正社会风气而颁布法令，使春宫画随之走向衰微，但春宫画仍然一直残存流行到民国初年，在女子出嫁时日，父母都购买春宫画作为嫁妆带到男方家里。
“压箱底”
另一种常见的性教育工具是“压箱底”，是一种拳头大小的带盖瓷器、石器或玉器，其外形多为娃娃、鱼、小船或水果形状，内藏一对呈交媾状的男女塑像。所谓压箱底，一是因为房事羞于启齿而秘而不宣，只有在女儿出嫁前夕，父母、姑、嫂或已出嫁的姊妹持之以示女。同时，女子出嫁时日，奶娘、稳婆、迎亲婆都会教授其性知识。二是古人认为鬼魅能在不开启人们箱笼、门窗、柜橱、盒袋或锁的情况下窃走财物。而性乃污秽不洁之事，如以春宫画贴门上则鬼不敢进，巾灶头上可驱鬼避邪、防火消灾等等。有了压箱底压在箱子底下用来辟邪，鬼魅就避而远之，不敢来行窃了。所以同春宫画相似，传统上古人也用来压箱底压邪避灾。除了陶瓷、石、玉质压箱底外，也有香囊压箱底。如《红楼梦》里，贾母身边做粗活的丫环傻大姐在大观园假山上捡到两个妖精打架的香囊就属此类，最终造成贾府主子抄检大观园的行动。
春钱
在春宫画和压箱底之外，中国古代嫁妆里另一种性教育/性启蒙教具为春宫钱，其形状同古代铜钱。正如同春宫画又称为避火画一样，出于早期先民的生殖崇拜、性交繁衍崇拜，以及被认为有辟邪消灾的功能，春钱又称春宫钱又称避火钱、春钱、花钱、秘戏钱、合欢钱，钱上镌有不同体位的性交浮雕。同嫁妆里其他性教育/性启蒙教具一样，古人常在钱箱或装有贵重物品的箱内放上一枚以祛邪，认为这样一来鬼神就不敢把箱内物品偷走了。春钱上一般镌刻：“明皇御影”、 “松柏长青”、“福如东海” 、“风花雪月” 、“夫妻和谐”、“花月宜人”、“风流韵事”字样，“松柏长青”表示长寿，“福如东海”表示快乐有福， “风花雪月” 和“夫妻和谐”表示美满，“花月宜人” 寓意男女相恋，“风流韵事”则其意自明。

## 现代性教育

### 近代性教育
20世纪初的张竞生為性教育先驱，且是哲学家、文学家、教育家、性心理学家和社会学家。他曾著有《性史》一书，概括了他一生的性教育思想。1921年，33岁的张竞生被蔡元培邀请到北京大学授课，他撰写了《美的生活》《美的人生观》和《美的爱情》，给北大学生传授性知识，此后讲稿公开出版发行，引起了巨大的时代反响。他的主要思想是：“性是自然的、合理的，人们不应回避它，而应该享受快乐，采取主动，理直气壮地实现性高潮（《性史》中记述的‘第三种水’）；提倡恋爱自由、婚姻自由，也提倡性交自由，可以有“情人制”、“试婚制”；两性关系应以爱情为基础，而爱情是可以变迁的，女子应该从贞操观、处女膜和“从一而终”中解放出来；人们在性问题上必须学习、提高，这是生活快乐、社会美满的一个重要组成部分”。由于当时社会风气保守压抑，他的性科学和性改革屡受非议和打击，最后抑郁而终。

### 当代性教育
1954年，中国共产党中央书记处书记刘少奇在座谈节育问题时指示卫生部可以卫生常识名义专门编写一些技术性的小册子。1955年，王文彬、赵志一和谭铭勋医生编写了《性的知识》，此书的发行是新中国第一本性教育读本。不过到了1957年，新版的《性的知识》删除了一些文字内容和图片。
1963年，中华人民共和国国务院总理周恩来召集叶恭绍教授等10位专家开了一个座谈会。周恩来说：“要在女孩子来月经之前，男孩子发生首次遗精之前，把科学的性卫生知识告诉他们。”于是，叶恭绍教授在报刊杂志撰写了数篇性教育的文章发表，且收到一千多封来信询问性知识，后来叶教授将回信整理出版发行。随后，中学的生理课也开始展开性教育。
1966年，文化大革命开始，性教育被扼杀，整个中国大陆开始全面禁欲。“性、错、罪”是列为当时的男女作风问题之首。此时，美国性教育获得了长足发展，美国年轻人掀起了性学潮流，喊出了“要做爱，不要作战”的口号。
1978年，改革开放之后，性教育也迎来了春天。法国电影《水晶鞋与玫瑰花》拍出了一张男女接吻照，引发了中国大陆“他们在干什么？”的大讨论。1980年电影《庐山恋》，教会了那时代人们如何接吻。1983年，中国大陆再次全面启动清除精神污染运动，性教育只得在杂志和刊物上悄悄地进行，《计划生育宣传手册》成了重要的性教育书籍和性知识渠道。
1985年，张贤亮的《男人的一半是女人》第一次在严肃文学上描写性，给了当时年轻人性教育启蒙。而阮芳斌主编的引进西方性知识的《性知识手册》出版，被誉为是当时的破禁之作。同年，上海大学社会学系教授刘达临在上海市开办了中国第一次性教育讲习班。
1990年，走进新时代昂首阔步地在社会各个层面进行，性教育也不例外。多元化的性观念和产物同期而至，避孕套、性用品、香港三级片、日本成人影片，以及后来的一夜情和交换配偶，对整个社会产生了深远影响。1992年，卫生部、中国教委、全国爱卫会联合发布了《中小学生健康教育基本要求（试行）》，且按照年龄和内容分为小学生健康教育大纲和中学生健康教育大纲。1996年，中国教委基础教育司专门发出通知：教育行政部门必须提高认识，采取切实措施，逐步普及和提高青春期教育工作。这标志着中国性教育进入了探索阶段。
进入21世纪，中国性文化在日渐开放、包容中不断前行，但另一方面极端保守、压抑的性倫理依然如影随行。保守势力的舆论施压，使中国性教育面临巨大的社会舆论挑战。2004年时，北京市、重庆市、深圳市启用了性教育试点工作，以期进行推广。其中北京首部小学生性教育试点教材《成长的脚步》，其教材尺度问题曾一度引起保守派人士的非议，教材被质疑为“黄色漫画”。与此同时，美国、英国、瑞典、芬兰等发达国家，性教育则从儿童期开始就系统起步，中国性教育仍然远远落后于欧美国家。自2010年之后，虽然中国的性教育已有所发展，义务教育生物课本已大量补充性教育内容，许多一线城市的学校已设立“生理卫生课”。但“性教育缺失导致性泛滥，且在应试教育体制唯升学至上的前提下，因此性教育至今没有被列入教育课程大纲。2017年，依据《中小学健康教育指导纲要》的要求，从1-2年级便开始学习关于生长发育与青春期保健的相关知识。其中从2010年至2017年出版的《珍爱生命——小学生性健康教育读本》引发争议，一家长吐槽称其内容尺度太大，使得校方不得不收回该出版物。随后，该书作者刘文利（北京师范大学教授）回应到：“让孩子勇敢谈‘性’”。
2020年10月17日，全国人民代表大会常务委员会對中华人民共和国未成年人保护法進行修訂，并将于2021年6月1日起施行。其中第四十条规定“学校、幼儿园应当对未成年人开展适合其年龄的性教育，提高未成年人防范性侵害、性骚扰的自我保护意识和能力。”这意味着在法律层面上修改了“青春期教育”而改为“性教育”一词并将其引入至幼儿园阶段。而根据2012年修订的未成年人保护法的第十九条，此类工作或称做“社会生活指导、心理健康辅导和青春期教育”。

2021年，中华人民共和国国务院印发《中国儿童发展纲要（2021－2030年）》提出“适龄儿童普遍接受性教育”。
为儿童提供性教育和性健康服务。引导儿童树立正确的性别观念和道德观念，正确认识两性关系。将性教育纳入基础教育体系和质量监测体系，增强教育效果。引导父母或其他监护人根据儿童年龄阶段和发展特点开展性教育，加强防范性侵害教育，提高儿童自我保护意识和能力。促进学校与医疗机构密切协作，提供适宜儿童的性健康服务，保护就诊儿童隐私。设立儿童性健康保护热线。——中国儿童发展纲要（2021—2030年）

## 代表人物
- 张竞生
- 叶恭绍
- 潘绥铭
- 邓明昱
- 刘达临
- 李银河

## 拓展阅读
- 刘达临. . 北京市: 中国友谊出版公司. 2004. ISBN 7-5057-2036-8.
- 曹雪芹. . 周汝昌  (编). . 桂林市: 漓江出版社. 2010-10-10: 864–878. ISBN 978-7-5407-4566-0.
- 郑渊洁. . 天津市: 天津人民出版社. 2015-04-01. ISBN 9787201092447.
- 歪歪兔关键期早教项目组. . 北京市: 海豚出版社. 2012-01-01.
- 胡萍. . 江苏省: 江苏科学技术出版社. 2016-09-01. ISBN 9787553764184.
- :读客小学生阅读研究社心理组 (编). . 江苏省: 江苏凤凰文艺出版社. 2020-10-01. ISBN 9787559450883.
- 风信子. . 天津市: 天津科学技术出版社. 2019-06-01. ISBN 9787557661793.
- 谢茹. . 北京市: 北京日报出版社. 2018-10-01. ISBN 9787547730904.
- 张丹丹; 米海琼. . 湖南省: 湖南教育出版社. 2020-05-01. ISBN 9787553972398.
- 金馋子. . 北京市: 北京日报出版社. 2020-06-01. ISBN 9787547736531.
- 方刚. . 北京市: 中国劳动社会保障出版社. 2018-11-01. ISBN 9787516737422.
- 方刚. . 上海市: 东方出版社. 2020-06-01. ISBN 9787520715041.
- 方刚. . 北京市: 中国社会科学出版社. 2018-10-01. ISBN 9787520326841.
- 方刚. . 北京市: 中国劳动社会保障出版社. 2019-09-01. ISBN 9787516740248.
- 王艺; 方刚. . 北京市: 知识产权出版社. 2020-11-01. ISBN 9787513071536.
- 王晓斌; 方刚. . 上海市: 东方出版社. 2020-10-01. ISBN 9787520716260.
- 明白小学堂. . 北京市: 北京科学技术出版社. 2019-12-01. ISBN 9787571405953.
- 明白小学堂. . 北京市: 中信出版社. 2019-06-01. ISBN 9787521704853.
- 吕嘉惠. . 成都市: 成都时代出版社. 2020-07-01. ISBN 9787546425740.

### 引进书籍
- 孙京伊. . 上海市: 东方出版社. 2019-10-01. ISBN 9787520711852.
- 孙京伊. . 上海市: 东方出版社. 2019-10-01. ISBN 9787520711784.
- 劳拉·马尼; 罗伯特·鲁卡尼. . 北京市: 民主与建设出版社. 2018-06-01. ISBN 9787513921282.
- 郑智泳. . 由黄仙翻译. 北京市: 北京理工大学出版社. 2013-01-01.
- 山本直英; 佐藤真纪子. . 由蒲蒲兰翻译. 北京市: 连环画出版社. 2012-07-01. ISBN 9787505621145.
- 土屋麻由美; 相野谷由起. . 由蒲蒲兰翻译. 北京市: 连环画出版社. 2012-07-01. ISBN 9787505621138.
- :戴尔芬·果达尔; 娜塔莉·威尔; 斯提芬·尼古勒. . 由程少华; 姜珂翻译. 山东省: 山东科学技术出版社. ISBN 9787533189174.
- 迈普里斯·安徒生; 叶世邦·杜拉航. . 由王芳翻译. 江苏省: 江苏凤凰少年儿童出版社. 2018-05-01. ISBN 9787558407192.
- 克里斯汀·A·詹森; 盖尔·波伊纳; 黛比·福克斯. . 北京市: 中国青年出版社. 2018-03-01. ISBN 9787515349459.
- 山本直英; 和歌山静子. . 由王伦翻译. 北京市: 北京科学技术出版社. 2020-09-01. ISBN 9787571409579.
- 萝莉·伯金坎. . 北京市: 中国人口出版社. 2013-03-01. ISBN 9787510113178.
- 艾德兰; 巴尔博里尼. . 北京市: 未来出版社. 2012-06-01. ISBN 9787541745546.
- 黛布拉．哈夫纳. . 由王震宇; 张婕翻译. 上海市: 上海社会科学院出版社. 2018-03-01. ISBN 9787552021837.